# معتمات النوى
معتمات النوى (الاسم العلمي: Scotokaryotes) هي فرع حيوي أعلى يتبع حديثات النوى.